# Avekapelle
Avekapelle is een dorp in de Belgische provincie West-Vlaanderen en een deelgemeente van de stad Veurne. Het dorp heeft een oppervlakte van 4,58 km² en telt 323 inwoners (juni 2011).

## Geschiedenis

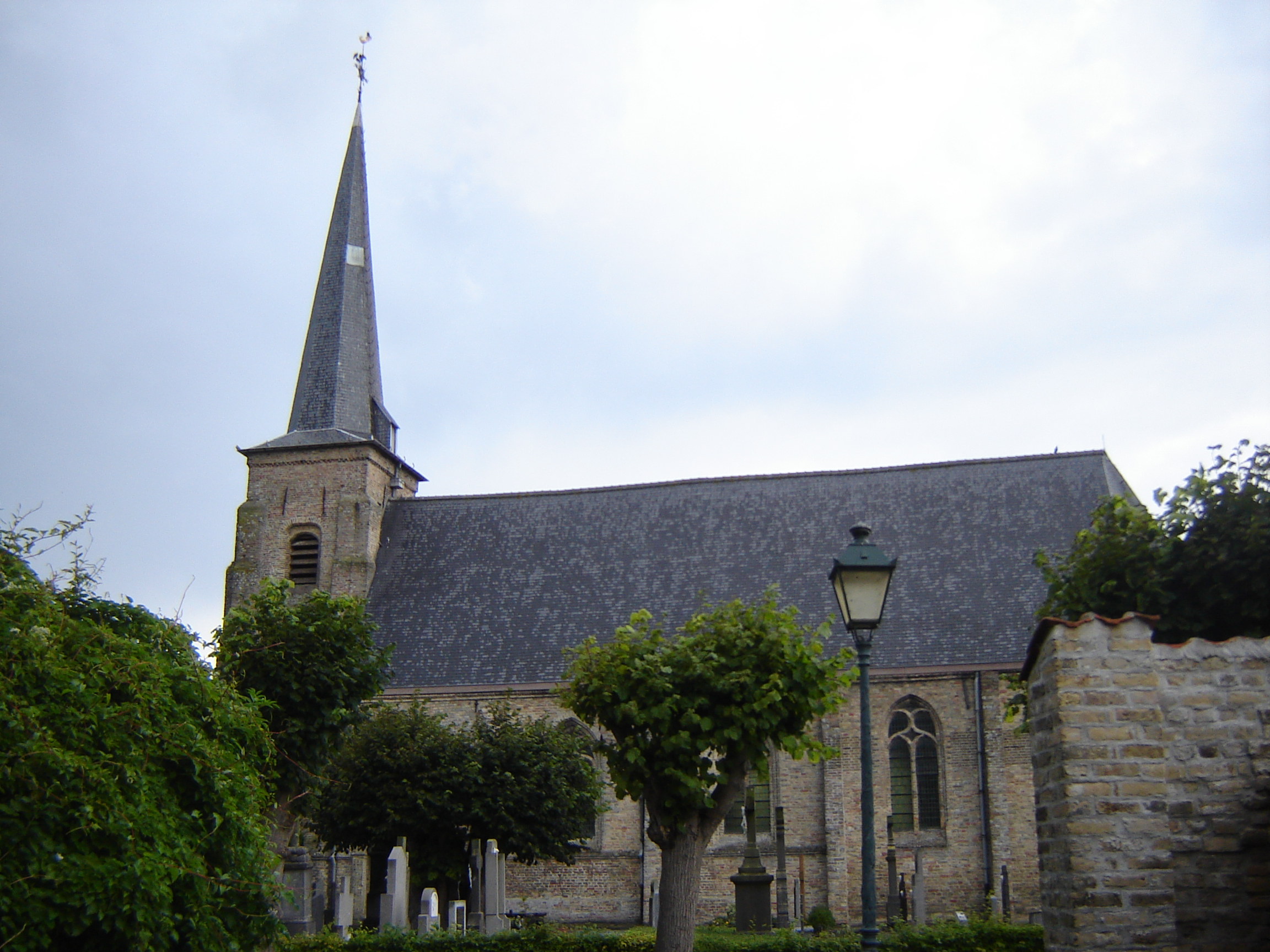
Sint-Michielskerk

Avekapelle werd voor het eerst vermeld in 1199, als Auencapella afgeleid van het Oudnederlandse  Avan Kapella, kapel van Ava. 

### Bestuurlijke geschiedenis
Op het vlak van bestuur en rechtspraak was Avekapelle tot 1795, het einde van het ancien régime, een parochie en ammanie in de Noordvierschare van de kasselrij Veurne in het graafschap Vlaanderen. Van 1795 tot 1970 was het een zelfstandige gemeente. Na de fusies van gemeenten in 1970 maakt het deel uit van Veurne.

### Kerkelijke geschiedenis
Kerkelijk was Avekapelle een parochie in, achtereenvolgens, de bisdommen Terwaan, Ieper (vanaf 1561), Gent (vanaf 1801) en Brugge (vanaf 1835). De patroonheilige van de parochie is Sint-Michiel. Vanaf 1191 tot 1795 was het patronaatschap van de parochie in handen van de Sint-Niklaasabdij in Veurne. Van 1808 tot 1857 waren de parochies Booitshoeke en 's Heerwillemskapelle bij Avekapelle gevoegd. De oudst bekende pastoor van de parochie was een zekere Franciscus Legrijn. Hij werd in de abdij van Sint-Niklaas te Veurne in 1595 geprofest onder de naam van pater fr. Grineus. Bij die gelegenheid werd aan beide kanten van de kerk een lindeboom geplant, waarvan er anno 2021 nog één overblijft.

### Algemene geschiedenis
In de 17de-18de eeuw werd ongeveer een vierde van de hofsteden door oorlogsgeweld vernield en niet meer heropgebouwd. Dit tekort aan landbouwers leidde in de 18de eeuw tot verarming van de bevolking. Op de Ferrariskaarten uit 1777 wordt het dorp vermeld als Avencapelle. Doorheen het kleine dorpje stroomde de Cromme Graght. Er stond een kerk, een houten windmolen, en een vijftigtal gebouwen: boerderijen, huizen en schuren. 5 hoven hadden een slotgracht volledig of gedeeltelijk rondom hun domein. De vooruitgang van de landbouwtechniek in de 19de eeuw kon deze verarming gedeeltelijk opvangen. Sinds het einde van de 19de eeuw daalt het bevolkingscijfer als gevolg van een toenemende mechanisatie in de landbouw.
Tijdens de Eerste Wereldoorlog werd Avekapelle grotendeels verwoest. De kerkschatten waren evenwel in veiligheid gebracht in De Panne. Na de oorlog werd de gemeente heropgebouwd: de kerk en het gemeentehuis kwamen in 1924 gereed.
Met zijn 26 achterlenen was het Hof van Avekapelle het belangrijkste leen van de Burg van Veurne te Avekapelle. Tussen 1437 en 1731 was het in handen van de familie de Doys. Het wapen van deze familie werd in 1936 als het wapen van de gemeente erkend.

## Bezienswaardigheden
- De Sint-Michielskerk
- De Oude Zeedijkmolen
- Enkele boerderijen , zoals het 18e-eeuwse Daringhof.

## Natuur en landschap
Avekapelle ligt in het West-Vlaamse zeepoldergebied op een hoogte van ongeveer 3 meter. De belangrijkste waterloop is de Slijkvaart. In het noorden vindt men nog de Proostdijkvaart.

## Demografische ontwikkeling
Bronnen: NIS, www.westhoek.be en Stad Veurne. Opm:1806 t/m 1991=volkstellingen; 1999=inwoneraantal op 1 januari; 2008=inwoneraantal op 14 februari; 2011=inwoneraantal op 14 juni

## Nabijgelegen kernen
Zoutenaaie, Steenkerke, Eggewaartskapelle, Veurne, Booitshoeke, Pervijze
Deelgemeenten: Avekapelle · Booitshoeke · Bulskamp · De Moeren · Eggewaartskapelle · Houtem · Steenkerke · Veurne · Vinkem · Wulveringem · Zoutenaaie

Belgische gemeenten · Arrondissement Veurne · West-Vlaanderen · Vlaanderen